# Нидерландия (историческа област)
Вижте пояснителната страница за други значения на Нидерландия.
Нидерландия (на нидерландски: de Nederlanden) или Ниски земи, е исторически термин, с който се назовават териториите при устията на реките Рейн, Шелда и Маас. Днес този термин се използва значително по-рядко, тъй като средновековните владения не отговарят на днешните Нидерландия, Белгия и Люксембург. Вместо него в годините след Втората световна война се налага използването на алтернативния термин Бенелюкс.